# Le Vernet (Ariège)
Le Vernet es una comuna francesa situada en el departamento de Ariège, en la región de Occitania.

## Historia
El lugar Vernet aparece ya en documentos del siglo XI. La existencia de un molino allí está atestiguada en 1094: varios caballeros pagaron al abad de Lézat un diezmo de los productos del molino a cambio de una celebración religiosa. Una iglesia se menciona ya en 1228.
En 1918 se creó el Camp Vernet. Fue edificado inicialmente para albergar tropas coloniales francesas, prinicipalmente senegalesas. Al finalizar la Primera Guerra Mundial se utilizó como un lugar de detención de prisioneros de guerra alemanes y austríacos.
Entre las dos guerras mundiales sirvió como un depósito militar y se puso nuevamente en uso en 1939. Tras la derrota del Ejército Republicano Español, albergó a miles de civiles y soldados españoles que huyeron a Francia, donde la opinión pública y la clase política estaban divididas entre el miedo de la derecha política al comunismo y la solidaridad entre los partidos de izquierda por la causa republicana.
Su propósito cambió durante el régimen de Vichy. En ese momento se convirtió en un campo de concentración para "extranjeros sospechosos". En total, unos 40 000 hombres, mujeres y niños fueron detenidos en Camp Vernet, incluidos voluntarios de brigadas internacionales que lucharon en la guerra civil española, republicanos españoles, judíos, italianos, rusos, alemanes antinazis, rumanos, yugoslavos y personas de otras diez nacionalidades.

## Demografía
| 441 | 382 | 417 | 464 | 508 | 536 | 704 |
| Para los censos de 1962 a 1999 la población legal corresponde a la población sin duplicidades (Fuente: INSEE [Consultar]) |     |     |     |     |     |     |

## Lugares de interés
- Memorial del campo de concentración de Vernet (1939 a 1944)
- Iglesia de Sainte-Madeleine